# ماريوس بتيبا
فيكتور ماريوس ألفونس بتيبا (Victor Marius Alphonse Petipa) (‌11 مارس 1818 — ) كان راقص باليه، معلمًا، ومصمم رقصات فرنسي الجنسية. ويعتبر بتيبا أكثر معلم باليه (ballet master) ومصمم رقصات (choreographer) باليه تأثيرًا.
ومشهور عن ماريوس بتيبا حياته المهنية الطويلة كمعلم أول للباليه لمسارح سانت بتسبيرغ الإمبراطورية، المركز الذي احتله من 1871 حتى 1903. ابتكر بتيبا أكثر من 50 رقصة باليه، وقد استمرت بعضها حتى وقتنا الحالي بعدة صور اما منقولة أو مُستلهمة، أو مُعاد هيكلتها من الرقصات الأصلية لبتيبا مثل ابنة الفرعون (Pharaoh's Daughter‌) ‌(1862); ودون كيشوت (Don Quixote) ‌(1869); ولا بايادير (La Bayadère) ‌(1877); و لي تاليسمان (Le Talisman) ‌(1889); والجمال النائم (The Sleeping Beauty) ‌(1890); وكسارة البندق (The Nutcracker) (التي تم في الأغلب تصميم رقصاتها على يد ليف لوفانو (Lev Ivanov)، ربما بمشورة وفقاً لتعليمات بتيبا) ‌(1892); وصحوة فلورا (Le Réveil de Flore) ‌(1894); وتوقف الفرسان (Le Halte de Cavalerie) ‌(1896); ورايموندا (Raymonda) ‌(1898); والفصول (Les Saisons) ‌(1900)، وملايين أركلين (أيه.كيه.ايه. هارليكيونادي) (Les Millions d'Arlequin) ‌(1900).‌
أعاد بتيبا إحياء عدد كبير من الأعمال التي صمّمها معلموا باليه آخرين. واستمرت العديد من تلك الإحياءات لتصبح نسخًا متممة، بنى عليها كل الإنتاجات اللاحقة. وأكثر هذه الإحياءات شهرة القرصان (Le Corsaire)، جيزيل (Giselle)، لا إزميرالدا (La Esmeralda)، كوبيليا (Coppélia)، ولا فيل مال جاردي (La Fille Mal Gardée) (مع ليف إيفانوف (Lev Ivanov)) والحصان الأحدب الصغير (The Little Humpbacked Horse) وبحيرة البجع (Swan Lake) (مع ليف إيفانوف).
نجحت العديد من الرقصات في شكل منفصل عن أعمال بتيبا الأصلية، والإحياء في النسخ إما مبنية على الأصليات، أو صممت رقصاتها بشكلٍ جديد على يد آخرون ‌— جراند با كلاسيك (Grand Pas classique)، وبا دي تروا (Pas de trois)، والأطفال المازوركا (Mazurka des enfants) من باكويتا (Paquita)؛ لا كرنفال دي فينيس با دي دو (La Carnaval de Venise Pas de deux) من ساتانيلا (Satanella)؛ ذا تالسيمان با دي دو (The Talisman Pas de deux)؛ لا إيزميرالدا با دي دو (La Esmeralda Pas de deux)؛ ديان وأستيون با دي دو (Diane and Actéon Pas de deux)؛ لا هالت دي كافاليري با دي دو (Le Halte de Cavalerie Pas de deux)؛ دون كيشوت با دي دو (Don Quixote Pas de deux)؛ لا فيل مال جاردي با دي دو (La Fille Mal Gardée Pas de deux)؛ وهارليكيويناد با دي دو (Harlequinade Pas de deux).
وتعتبر كل أعماله الكاملة والقطع الفردية التي نجحت في الاستعراض النشط من المراجع الأساسية للبالية .

## وصلات خارجية
- ماريوس بتيبا على موقع IMDb (الإنجليزية)
- ماريوس بتيبا على موقع الموسوعة البريطانية (الإنجليزية)
- ماريوس بتيبا على موقع قاعدة بيانات برودواي على الإنترنت (الإنجليزية)
- ماريوس بتيبا على موقع قاعدة بيانات الفيلم (الإنجليزية)